# Међународни рачуноводствени стандард 22
МРС 22 − Пословне комбинације 
Овај стандард обухвата стицање једног предузећа од стране другог као и ретке случајеве удруживања интереса када се стицалац не може препознати. Рачуноводствено обухватање стицања укључује утврђивање трошка стицања, расподелу трошка на идентификована средства и обавезе предузећа које се стиче, као и рачуноводствено обухватање goodwill-а или негативног goodwill-а који је настао приликом стицања или након тога. Овај стандард обрађује и утврђивање висине мањинског интереса, рачуноводствено обухватање стицања која настају током одређеног временског периода, накнадне промене у трошку стицања или у препознавању средстава и обавеза, као и потребна обелодањивања у финансијским извештајима.
Пословна комбинација је повезивање самосталних предузећа у један економски ентитет као резултат удруживања или прибављања контроле једног предузећа над нето имовином и пословањем другог предузећа.
Стицање је пословна комбинација у којој једно од предузећа прибавља контролу над нето имовином и пословањем другог предузећа (стеченог предузећа), у замену за пренос имовине, настанак обавезе или емисију капитала.